# Poecilopsis medea
Poecilopsis medea là một loài bướm đêm trong họ Geometridae.